# 木村汎
木村 汎（きむら ひろし、1936年6月19日 - 2019年11月14日）は、日本の政治学者。拓殖大学海外事情研究所客員教授。北海道大学名誉教授、国際日本文化研究センター名誉教授。専門はロシア政治、日露関係。

## 来歴・人物
朝鮮・京城（現ソウル）生まれ。父は民法学者で京都大学名誉教授の木村常信。推理小説家の山村美紗は実姉、女優の山村紅葉は姪。
1960年京都大学法学部卒業、1962年同大学院政治学修士課程修了（指導教員は猪木正道）、同博士後期課程進学。1968年Ph.D.（アメリカ・コロンビア大学、政治学）。
1970年北海道大学法学部助教授、1977年教授、1978年同大学スラブ研究センター（現・北海道大学スラブ・ユーラシア研究センター）教授、1991年北海道大学退官、名誉教授、国際日本文化研究センター教授、2002年同退官、名誉教授、拓殖大学海外事情研究所教授（のち客員教授）。2011年、北海道大学スラブ研究センター名誉研究員。
2019年11月14日、くも膜下出血のため、兵庫県西宮市の病院で死去。83歳没。死没日をもって正四位に叙される。

## 受賞・栄典
- 2002年 - 第14回アジア・太平洋賞大賞受賞（『遠い隣国』）

- 2016年
  - 春の叙勲で瑞宝中綬章受章[4][5]
  - 第32回正論大賞受賞[6]

## 著作

### 単著
- 『ソ連とロシア人――この恐るべき発想と行動の読み方』（蒼洋社、1980年）
- 『ソ連人レポート――ロシア的発想の秘密と物の考え方・やり方』（こう書房、1980年）
- 『ソ連式交渉術』（講談社、1982年）
- 『ソ連を読む50のポイント』（PHP研究所、1988年）
- 『北方領土――軌跡と返還への助走』（時事通信社、1989年）
- 『北方領土――ソ連の5つの選択肢』（読売新聞社、1991年）
- 『クレムリンの政治力学』（アドア出版、1991年）
- 『総決算ゴルバチョフの外交』（弘文堂、1992年）
- 『日露国境交渉史』（中央公論社［中公新書］、1993年／改訂版・角川書店［角川選書］、2005年）
The Kurillian Knot: a History of Japanese-Russian Border Negotiations, translated by Mark Ealey, (New Edition translated, Stanford University Press, 2008).
- 『ボリス・エリツィン――一ロシア政治家の軌跡』（丸善ライブラリー、1997年）
- Distant Neighbors, 2 vols., (M. E. Sharpe, 2000).
  - 『遠い隣国――ロシアと日本』（世界思想社、2002年）
- 『プーチン主義とは何か』（角川書店 Oneテーマ21新書、2000年）
  - 増補版『プーチンとロシア人』（産経新聞出版、2018年／産経NF文庫、2020年）
- 『2004年に動く？――今後の日ロ関係を予測する』（國民會館ブックレット、2003年）
- 『プーチンのエネルギー戦略』（北星堂書店、2008年）
- 『現代ロシア国家論――プーチン型外交とは何か』（中央公論新社［中公叢書］、2009年）
- 『メドベージェフvsプーチン ロシアの近代化は可能か』（藤原書店、2012年）
- 『プーチン 人間的考察』（藤原書店、2015年）
- 『プーチン 内政的考察』（藤原書店、2016年）
- 『プーチン 外交的考察』（藤原書店、2018年）
- 『対ロ交渉学 歴史・比較・展望』（藤原書店、2019年）

### 共著
- （長谷川毅・袴田茂樹・西村可明・皆川修吾・鵜野公郎）『ソビエト研究――ソ連を知りたい人のために』（教育社、1985年）
- （グラハム・T・アリソン/コンスタンチン・サルキソフ）『日・米・ロ新時代へのシナリオ――「北方領土」ジレンマからの脱出』（ダイヤモンド社、1993年）
- （名越健郎・布施裕之）『「新冷戦」の序曲か メドベージェフ・プーチン双頭政権の軍事戦略』（北星堂書店、2008年）
- （袴田茂樹・山内聡彦）『現代ロシアを見る眼 「プーチンの十年」の衝撃』NHK出版［NHKブックス］、2010年）

### 編著
- 『北方領土を考える』（北海道新聞社、1981年）
- 『エリツィン革命と日本――ロシア・ソ連はどこに行くのか？』（実業之日本社、1991年）
- 『もっと知りたいロシア』（弘文堂, 1995年）
- International Comparative Studies of Negotiating Behavior,(International Research Center for Japanese Studies , 1998).
- 『国際交渉学――交渉行動様式の国際比較』（勁草書房、1998年）
- 『国際危機学――危機管理と予防外交』（世界思想社、2002年）

### 共編著
- （佐瀬昌盛）『ゴルバチョフ革命――ペレストロイカの挑戦と障害の分析』（サイマル出版会、1988年）
- Gorbachev's Reforms: U.S. and Japanese Assessments, co-edited with Peter Juviler, (A. de Gruyter, 1988).

P・ジュヴィラー共編『ゴルバチョフのペレストロイカ』（勁草書房、1989年）
- （伊東孝之・林忠行）『講座スラブの世界（7）スラブの国際関係』（弘文堂、1995年）
- International Negotiation: Actors, Structure/Process, Values, co-edited with Peter Berton and I. William Zartman, (Macmillan, 1999).
- （グエン・ズイ・ズン, 古田元夫）『日本・ベトナム関係を学ぶ人のために』（世界思想社、2000年）
- （佐瀬昌盛）『プーチンの変貌？――9・11以後のロシア』（勉誠出版、2003年）
- （石井明）『中央アジアの行方――米ロ中の綱引き』（勉誠出版、2003年）
- （朱建栄）『イラク戦争の衝撃――変わる米・欧・中・ロ関係と日本』（勉誠出版、2003年）
- （袴田茂樹）『アジアに接近するロシア――その実態と意味』（北海道大学出版会、2007年）
- （大森經徳・川西重忠）『北東アジアに激変の兆し　中・朝・ロ国境を行く』（桜美林大学北東アジア総合研究所、2011年）

### 訳書
- M・M・ドラーシコヴィッチ（英語版）編『現代のマルクス主義――20世紀に挑戦する思想家たち』（社会思想社、1967年）
- マービン・マスューズ『ソ連における特権――共産主義下のエリートのライフ・スタイル』（日本工業新聞社、1983年）
- 平和・安全保障研究所編『岐路に立つゴルバチョフ』（勁草書房、1990年）
- マーチン・ギルバート（英語版）『ロシア歴史地図――紀元前800年-1993年』（東洋書林、1997年）
- ワシーリー・モロジャコフ（ロシア語版）『後藤新平と日露関係史――ロシア側新資料に基づく新見解』（藤原書店、2009年）